# It Takes a Nation of Millions to Hold Us Back
It Takes a Nation of Millions to Hold Us Back é um álbum de estúdio de Public Enemy, lançado em 1988. Este álbum está na lista dos 200 álbuns definitivos no Rock and Roll Hall of Fame. Em 2003, foi escolhido o 48º na lista dos melhores álbuns de todos os tempos da Rolling Stone.

## Faixas
Todas as letras escritas por Ridenhour, Shocklee, Sadler, exceto onde indicado. 
| N.º | Título                              | Compositor                                    | Duração |  |
| 1.  | "Countdown to Armageddon"           |                                               | 1:42    |  |
| 2.  | "Bring the Noise"                   |                                               | 3:45    |  |
| 3.  | "Don't Believe the Hype"            |                                               | 5:19    |  |
| 4.  | "Cold Lampin' with Flavor"          | Drayton, Shocklee, Sadler                     | 4:17    |  |
| 5.  | "Terminator X to the Edge of Panic" | Rogers, Ridenhour, Drayton                    | 4:31    |  |
| 6.  | "Mind Terrorist"                    |                                               | 1:21    |  |
| 7.  | "Louder Than a Bomb"                |                                               | 3:38    |  |
| 8.  | "Caught, Can We Get a Witness?"     |                                               | 4:53    |  |
| 9.  | "Show 'Em Whatcha Got"              |                                               | 1:56    |  |
| 10. | "She Watch Channel Zero?!"          | Ridenhour, Griffin, Shocklee, Sadler, Drayton | 3:49    |  |
| 11. | "Night of the Living Baseheads"     |                                               | 3:14    |  |
| 12. | "Black Steel in the Hour of Chaos"  | Ridenhour, Shocklee, Sadler, Drayton          | 6:23    |  |
| 13. | "Security of the First World"       |                                               | 1:20    |  |
| 14. | "Rebel Without a Pause"             | Ridenhour, Shocklee, Sadler, Rogers           | 5:02    |  |
| 15. | "Prophets of Rage"                  |                                               | 3:18    |  |
| 16. | "Party for Your Right to Fight"     |                                               | 3:24    |  |